# Julian Sielski
Julian Sielski – Polak odznaczony medalem Sprawiedliwy wśród Narodów Świata przyznawanym przez Instytut Jad Waszem.
W czasie II wojny światowej uratował dwie żydowskie dziewczynki – Etlę Wolberg i Hannę Wolberg. Był właścicielem kamienicy przy ul. Krakowskie Przedmieście 36 w Lublinie, w której mieszkała rodzina Wolberg. W 1942 spotkał ukrywającą się w kamienicy po ucieczce z obozu na Majdanku 16-letnią Etlę. Pomógł jej zdobyć fałszywe papiery, a następnie wysłał do domu swoich rodziców we wsi Oblasy koło Janowca. Antonina i Sylwester Sielscy dawali schronienie dziewczynie aż do końca wojny. Julian Sielski dostarczał żywność i pieniądze na utrzymanie Etli, a także przewoził korespondencję pomiędzy siostrami Wolberg.
W 2006 rodzina Sielskich została pośmiertnie uhonorowana izraelskim odznaczeniem Sprawiedliwi wśród Narodów Świata. 18 lipca 2007 w ich imieniu z rąk ambasadora Izraela Davida Pelega medal i dyplom honorowy odebrała córka Juliana Sielskiego – Alina Miętek.